# Wapen van Anna Paulownapolder

Wapen van Anna Paulownapolder

Het wapen van Anna Paulownapolder is het heraldisch wapen van het voormalige Noord-Hollandse waterschap van de Anna Paulownapolder. Het wapen werd op 5 november 1871, per koninklijk besluit aan het waterschap verleend. Hoewel het waterschap niet langer bestaat, het is opgegaan in De Aangedijkte Landen en Wieringen, bestaat de polder nog wel en het wapen is officieel aan de polder toegekend. Op 5 januari 1872 wordt een gewijzigd wapen toegekend.

## Blazoeneringen
De blazoenering van het wapen luidt als volgt:
Een schild van lazuur, van ondere beladen met twee golvende fascen van zilver, waaruit een hand van natuurlijke kleur, houdende een gouden hoorn van overvloed vasthoudt, tot schildhouder de Hollandsche leeuw, ter linkerzijde het schild vasthoudend aan een groen lint.
Het wapen is blauw van kleur. Aan de onderkant, de schildvoet, zijn twee golvende zilveren balken geplaatst. Aan de bovenzijde, het schildhoofd, komt een hand uit de bovenste dwarsbalk. Deze hand houdt een gouden hoorn van overvloed vast. Links van het schild, rechts voor de kijker, staat een rode leeuw op zijn achterpoten. Met de voorpoten houdt hij het schild vast aan een groen lint. De leeuw is gelijk aan de Hollandse leeuw, maar dan zonder de blauwe nagels en tong.

## Geschiedenis
Op 30 november 1870 werd tijdens een vergadering van de hoofdingelanden besloten dat de polder een wapen ging voeren. Nicolaas Beets heeft het uiteindelijke wapen ontworpen. Het wapen werd op 5 november 1871 aan het polderbestuur toegekend. Dit wapen toonde toen alleen het schild. De schildhouder, wel aangevraagd bij het eerste verzoek, werd op 5 januari 1872 alsnog toegekend. Het wapen staat symbool voor het uit de zee winnen van de Anna Paulownapolder en dat dit nieuwe land vruchtbaar is.

## Overeenkomstige wapens
De wapens van Anna Paulowna zijn gelijktijdig aangevraagd en hebben, doordat ze voor hetzelfde gebied zijn, overeenkomsten met elkaar. Doordat het waterschap later is opgegaan in De Aangedijkte Landen en Wieringen, heeft dat wapen de schildhouder overgenomen van dat van Anna Paulowna.

Wapen van de gemeente Anna Paulowna
Het wapen van De Aangedijkte Landen en Wieringen

## Trivia
- J.C. de Leeuw was rond 1870 zowel burgemeester van Anna Paulowna als de dijkgraaf van de gelijknamige polder. Hierdoor konden de gemeente en de polder gelijktijdig een wapenaanvraag indienen.